# Nothing But the Night
Nothing But the Night ist das literarische Debüt des US-amerikanischen Autors John Williams aus dem Jahr 1948. Die Erzählung, die an einem einzigen Tag spielt, ist eine psychologische Studie über Angst und Verstörung eines Mannes, der in seiner Kindheit ein traumatisches Erlebnis hatte, das sein ganzes späteres Leben bestimmen sollte. Die deutsche Übersetzung von Bernhard Robben erschien 2017 unter dem Titel Nichts als die Nacht.

## Inhalt
Die Geschichte erzählt einen Tag im Leben Arthur Maxleys. Maxley wohnt in einem Appartement in San Francisco, geht offenbar weder einer Arbeit nach noch studiert er, hat aber genug Geld für Alkohol, Kneipenbesuche und Taxis.
Die Erzählung beginnt mit dem Albtraum des Protagonisten, aus dem er benommen aufwacht, als er vom Telefon geweckt wird. Er ist allein in seiner schmuddeligen Wohnung, die ihn anekelt. Es geht ihm schlecht, am Tag zuvor hat er wohl zu viel getrunken und geraucht. Maxley hat offenbar eine Therapie hinter sich, in der ihm lange Spaziergänge empfohlen wurden, um die Dinge, die ihn bedrücken, aus dem Kopf zu bekommen. Er verlässt das Haus. Es ist ein warmer Sommertag. Aber anstatt in den Park zu gehen, betritt er ein Café und bestellt sich einen Drink. Die düstere Atmosphäre des Cafés, die Kellnerin, das Geschirrgeklapper, das Sonnenlicht, das durch die trüben Scheiben sickert, alles geht ihm auf die Nerven. Er stolpert hinaus, setzt sich auf eine Bank und verspricht sich, morgen in den Park zu gehen. Dabei kreisen immerfort Worte aus seinem nächtlichen Traum in seinem Kopf: „Vater unser, der du bist im Himmel“, „Vater unser…“, er kann sie nicht loswerden.
Er kehrt in das Appartementhaus zurück, betritt die jetzt saubere und aufgeräumte Wohnung und erhält von seiner Putzfrau einen Brief, den ein Bote abgegeben hat. Als er den Brief genauer ansieht, gerät er in Aufruhr, sein Herz fängt wie wild zu schlagen an. Der Brief stammt von seinem Vater, von dem er seit mindestens drei Jahren nichts gehört hat. Hollis Maxley entschuldigt sich in dem Brief, dass er wegen seiner weltweiten Geschäfte so selten geschrieben habe. Ein Brief sei wohl verlorenen gegangen, da er nie eine Antwort erhalten habe, und er erkundigt sich, ob Arthur regelmäßig seine Schecks bekommt. Da er für zwei Monate in den USA sein wird, heute auch in San Francisco, schlägt er ein Treffen im Hotel Regency vor.
In Arthur steigen flüchtige Erinnerungen auf, schattenhafte Erinnerungen an eine Familienkatastrophe, an seine Mutter und an den letzten Anruf seines Vaters in Boston, als ausgelöst durch diese „vertraute, verhasste“ Stimme am Telefon, ihn unversehens ein brutales Bild jener brutalen Szene (a violent image of that violent scene) wie „ein wildes Tier in einem Dschungel“ ohne Vorwarnung angesprungen hat. (S. 27) Er hatte nach seiner Mutter gerufen und war schreiend zusammengebrochen. Man fand ihn schließlich keuchend und zusammengekrümmt auf dem Boden. Der Vater wurde gerufen, Arthur wurde in eine Klinik eingeliefert. Seine Erinnerungen an diese Zeit sind verschwommen und lückenhaft. Der Vater erhielt damals die dringende Empfehlung, in Zukunft jeden Kontakt mit dem Sohn zu meiden.
Während er auf dem Bett liegend seinen Erinnerungen nachhängt, sieht er plötzlich scharf das Bild seines Vaters vor sich. Ein fremdartiges Gefühl von Wärme gegenüber seinem Vater steigt in ihm auf. Er greift zum Telefonhörer, um sich mit ihm für den Abend zu verabreden und ist zu seiner eigenen Überraschung enttäuscht, als er hört, dass sein Vater ausgegangen ist. Trotzdem hinterlässt er ihm eine Nachricht. Er trinkt ein Glas Whiskey, legt sich aufs Bett, wartet auf die erhoffte Wirkung des Alkohols und dämmert vor sich hin. Ein Bild seiner Mutter kommt ihm in den Sinn, an das zu denken er die letzten Monate krampfhaft vermieden hat. Der Brief des Vaters scheint hier wie ein Dammbruch zu wirken.
Er kramt aus seiner Kommode das in einen Seidenschal gewickelte Bildnis seiner Mutter. Ihre „geisterhaften“ Augen starren ihn aus knittrigem Papier an. Sein Blick streift darüber hinweg, hin in den „blauen Dunst einer verlorenen Zeit“ (=the blue haze of a lost time, S. 59). Eine Flut von Erinnerungen an die goldene Zeit seiner Kindheit steigt aus seinem Unterbewussten auf, als jeder Tag mit dem sehnlich erwartete Gute Nacht-Kuss der Mutter endete.
Plötzlich fällt ihm ein, dass er sich mit Stafford Long in einer Bar verabredet hat. Stafford verspätet sich wie üblich. Als er endlich doch erscheint und mit seiner schrillen Stimme und seinem exaltierten Auftritt einiges Aufsehen in der Bar erregt, hat Arthur bereits eins/zwei Cocktails im Voraus getrunken. Stafford versucht Arthur um 500 Dollar für eins seiner windigen Projekte anzupumpen. Als Stafford ihn bittet, das Geld von seinem reichen Vater zu besorgen, rastet er völlig aus und wird vom Kellner unsanft vor die Tür gesetzt.
Stunden später trifft er mit seinem Vater im Speisesaal des Regency zusammen, der offenbar genau so unter Strom steht wie sein Sohn, sich aber nach Kräften bemüht, die Selbstkontrolle nicht zu verlieren. Während sie schweigend die Speisekarte studieren, beobachtet Arthur heimlich den Vater und überlegt, ob er ebenso von schrecklichen Erinnerungen heimgesucht wird wie er selbst. Einen Augenblick lang bemitleidet er ihn sogar, empfindet Sympathie für ihn. Der Vater fängt an zu reden, über die Unruhe, die ihn umtreibt, das rastlose Leben, das er führt, Geschäfte auf allen Kontinenten, die, wie er einräumt, ohne weiteres an andere delegiert werden könnten. Diese Art von Leben hat er satt. In diesem Moment glaubt Arthur eine Erscheinung zu haben: Eine Frau – sie sieht aus wie seine Mutter – nähert sich dem Tisch und spricht Hollis Maxwell an. Sie macht ihm sehr freundlich Vorhaltungen, warum er sie nicht angerufen und informiert hat, wo er ist.
Hollis ist peinlich berührt, errötet und stellt Arthur, zu ihrer sichtlichen Überraschung, als seinen Sohn vor. Arthur reagiert schockiert, alles Flehen seines Vaters, wieder wie früher mit ihm zusammen zu sein, ihn und sich selbst aus ihrem Alleinsein zu erlösen, laufen ins Leere. Arthur fühlt, er wird den Vater nie wieder sehen und läuft mit Tränen in den Augen aus dem Raum.
Benommen bleibt er auf der Straße stehen, Geräusche, Lichter, die Unruhe der Großstadt stürmen auf ihn ein. Er betritt eine Bar. Es ist ein Tanzsalon, in dem ein Orchester spielt. Er ordert Brandy, vergisst alles, sich selbst, wieso er hier sitzt, wie er hierher gekommen ist. Irgendwann fällt ihm auf, dass eine junge Frau neben ihm sitzt. Sie beobachtet ihn, der Blick ist ein wenig glasig, die Zunge ein wenig schwer. Sie heißt Claire. Er bestellt Champagner, dann große Gläser Brandy. Sie tanzen, und er merkt, dass er allmählich betrunken wird. Sie plaudern ein wenig, er streichelt ihre Hände und denkt laut, „Wie allein wir sind. […] Wie immer allein.“ Der Raum verdunkelt sich, man erwartet den Auftritt einer berühmten Tänzerin, und eine plötzliche Angst durchzuckt ihn. Direkt vor seinem Tisch beginnt der wilde Tanz, die Musik steigert sich dramatisch, sie erfasst ihn wie ein Rausch. Das Gesicht seiner Mutter taucht vor ihm auf, dieses Mal aber ganz fremd, dunkel, heiß und wild. Und schlagartig kehrt die Erinnerung wie in weißes Mondlicht getaucht zurück: Das Kind ist von einem lauten Streit seiner Eltern aufgewacht und die Treppe hinuntergetappt. Jedes kleine Detail dieser nächtlichen Szene steht ihm klar vor Augen. Er hört ganz deutlich ihre Stimmen, versteht jede Silbe, aber die Bedeutung ihrer Worte versteht er nicht. Er stößt leicht die angelehnte Tür des Musikzimmers auf und sieht, wie in Zeitlupe, den Vater mit dem Rücken zur Wand, die Arme hoch, Panik im Gesicht, von seinen Lippen kommen wimmernde Laute und vor ihm die Mutter, die das Gewehr auf ihn angelegt hat. Er kennt seine Mutter nicht wieder, aus ihren Augen lodern Wahnsinn und Ekstase. In diesem Moment drückt sie ab, der Vater bricht zusammen. Dann richtet sie den Lauf des Gewehrs in ihren Mund und drückt nochmals ab.
Als Arthur die Augen wieder öffnet, fühlt er die Arme seines Vaters um sich geschlungen, seine Hände sind blutig, das ganze Zimmer ist ein See von Blut. Er schreit, befreit sich aus dem Griff des Vaters, rennt aus dem Zimmer und wird bewusstlos.
Als Claire ihn an der Bar sanft mit der Hand berührt, wacht er allmählich aus seiner Trance auf. Claire ist über seinen Zustand erschrocken und sagt, er sehe aus, als habe er einen Geist gesehen. Sie verlassen die Bar. Claire lädt Arthur zu sich in ihre Wohnung ein. Sie steigen in ein Taxi, das „davon schießt wie ein Projektil, das im dunklen Lauf eines Gewehrs explodiert ist“ (S. 111). Ekel an sich selbst und an allem, was ihn berührt, überfällt ihn. Er betrachtet Claire, die sich an ihn geschmiegt hat und ist sich der absoluten Isolierung und Einsamkeit eines jeden Individuums bewusst. Er folgt ihr in die Wohnung, die plötzlich von silbrigem Mondlicht erhellt wird, das ihre anmutige Gestalt umschmeichelt. Er schluchzt auf, der Atem bleibt ihm weg. Er nimmt sie in die Arme, drückt sie an sich und würgt sie. Noch bei Bewusstsein fällt sie zu Boden, ein dünner Blutfaden rinnt aus ihrem Mund. Sie ruft ihn beim Namen. In diesem Moment strömen 24 Jahre seines Lebens, unterdrückte Liebe, Hass, Mitleid, Schrecken, Langeweile, Angst, wie ein reißender Strom durch seinen Kopf. Er stürzt sich auf sie, schlägt und schlägt auf sie ein. Das Licht geht an, ein Nachbar tritt ein. Wie Claire es wünscht, nimmt er Arthur beim Arm und führt ihn hinunter auf die Straße. Auf der Straße prügelt er ihn durch, Fäuste treffen sein Gesicht, und er bleibt halbtot auf dem Pflaster liegen. Nach einer Weile rappelt er sich auf, schwankt über die Straße in die Dunkelheit „wo kein Licht war, wo die Nacht auf ihm lastete, wo nichts war, wo niemand auf ihn wartete, wo er – endlich – alleine war.“ (S. 123.)

## Hintergrund
Williams, der sich nach Abschluss der Highschool
in mehreren Jobs versucht und Kurse an einer Universität belegt hatte, meldete sich als 20-Jähriger freiwillig zu den United States Army Air Forces und wurde als Sergeant in Indien und Burma eingesetzt. Über seine Kriegserfahrungen hat er nichts geschrieben und sich auch mündlich nach Aussagen von Freunden und seiner Frau so gut wie nicht geäußert.
In dieser Zeit entstand sein erstes Buch Nothing But the Night, das er ohne Erfolg mehreren Verlagen anbot. Schließlich akzeptierte der
Verleger, Poet und Universitätsprofessor Allan Swallow (1915–1966) das Buch, obwohl er es ziemlich „trostlos“ (dreary) fand und publizierte es 1948 in seinem anspruchsvollen Pressenverlag. Swallow hatte in seinem Verlagsprogramm u. a. Werke von Janet Lewis, Anaïs Nin, Allen Tate, Frank Waters (1902–1995) und Yvor Winters. Wie es Swallow befürchtet hatte, wurde das Buch ein Misserfolg sowohl beim Publikum als auch in finanzieller Hinsicht und geriet bald in Vergessenheit.
Swallow empfahl aber seinem Autor, das Universitätsstudium fortzusetzen, und Williams schrieb sich nach Kriegsende an der Universität Denver ein. Er studierte englische Literatur, machte 1949 sein Examen und schloss das Studium 1950 mit dem Master of Arts ab.
Erst 12 Jahre später erschien sein zweites Buch, der Roman Butcher’s Crossing. Sein Erstlingswerk hat John Williams später praktisch verleugnet.

## Kritik
Der italienische Übersetzer von Nothing But the Night, Stefano Tummolini, schreibt über das Buch, dass sich in Williams’ schriftstellerischem Debüt bereits im Ganzen das literarische Talent eines der größten amerikanischen Schriftsteller des 20. Jahrhunderts zeige.

## Ausgaben
- Nothing But the Night. 1948. Denver: Swallow 1948. [Erstausgabe]
- Nothing But the Night. Fayetteville, London: University of Arkansas Press 1990. (The University of Arkansas Reprint Series.) ISBN 1-55728-113-0
- Nichts als die Nacht. Mit einem Nachwort von Simon Strauß. Deutsch von Bernhard Robben. München: dtv 2017. ISBN 978-3-423-28129-4